# LPCAT1
LPCAT1‏ (Lysophosphatidylcholine acyltransferase 1) هوَ بروتين يُشَفر بواسطة جين LPCAT1 في الإنسان.